# 真篠将
真篠将（ましの すすむ、しょう、1916年1月14日 - 2014年9月24日）は、日本の文部官僚・音楽教育学者。

## 人物・来歴
山形県出身。1941年東京音楽学校甲種師範科卒、愛知第一師範学校教授、東京市永田町国民学校教諭、東京音楽学校講師、1948年東京文理科大学教育学科卒。文部省へ入り、教育行政に携わる。1975年岡山大学教授。1980年兵庫教育大学教授。86年定年退官、名誉教授。没後、従四位。

## 著書
- 『新音楽教育の原理』 (音楽教育体系) 音楽之友社, 1952
- 『音楽教育講座』全音楽譜出版社, 1955-1958
- 『中学音楽の着眼点 整理と問題 33年度高校進学用』 (ミニマムエッセンシャルシリーズ) 大和文庫, 1957.9
- 『レコードによる小学校音楽鑑賞指導 全学年用 文部省指導要領準拠』全音楽譜出版社, 1958
- 『これからの音楽教育 小学校・中学校音楽科 新文部省指導要領の全文と解説』全音楽譜出版社, 1958
- 『世界の名曲』 (少年少女音楽全集) 山下史人 等絵. ポプラ社, 1958
- 『楽器の話』 (少年少女音楽全集) 山下史人 等絵. ポプラ社, 1958
- 『模範楽典』 (全音叢書) 全音楽譜出版社, 1959
- 『モーツァルト』 (子どもの伝記物語) 北田卓史 絵. ポプラ社, 1959　のち文庫
- 『楽しい合奏』 (少年少女音楽全集)吉崎正巳 等絵. ポプラ社, 1959
- 『少年少女音楽教室』 (みつばちぶっくす) 国土社, 1963
- 『小学校新教育課程講座 [第6]音楽』帝国地方行政学会, 1968
- 『世界の音楽教育めぐり』明治図書出版, 1974
- 『みんなの音楽教室』 (新版・みつばちぶっくす) 国土社, 1977.10
- 『ポプラ社の音楽シリーズ 10 楽器の生いたち 日本の楽器と世界の楽器』1983.5
- 『ポプラ社の音楽シリーズ 16 日本の民謡をたずねて』1984.4
- 『真篠将音楽教育を語る 真篠将先生退官記念著作集』音楽之友社, 1986.2

### 共編著・監修
- 『音楽指導法』小出浩平、井上武士、中野義見共著. 音楽之友社, 1951
- 『音楽鑑賞指導資料集成 文部省学習指導要領準拠』黒沢隆朝,浜野政雄共著. 全音楽譜出版社, 1954
- 『小学校教科指導基礎講座 [7] 音楽科』瀬戸尊,梶野健二共著 金沢書店, 1956
- 『全音音楽シリーズ 学生版』編. 全音楽譜出版社, 1957-58
- 『音楽科学習のつまずきと対策』山本栄共編. 明治図書出版, 1959
- 『学年別小学校音楽の指導』編. 明治図書出版, 1960
- 『音楽事典』 (少年少女音楽全集) 浜野政雄共著, 山下史人 等絵. ポプラ社, 1960
- 『小学校音楽科総合指導書』監修. 全音楽譜出版社, 1961
- 『器楽の新しい指導』 (小学校音楽教育叢書) 編著. 明治図書出版, 1961
- 『音楽科の統合的指導』 (小学校音楽教育叢書) 編. 明治図書出版, 1961
- 『こども唱歌全集』 (東芝フォノブック) 浜野政雄 共編. 東芝音楽工業, c1961
- 『少年少女歌唱曲全集』全12巻 浜野政雄等共編. ポプラ社, 1961-62
- 『音楽科の設備 その基準と活用』編. 明治図書出版, 1963
- 『音楽教育事典』真篠将 等編. 東洋館出版社, 1965
- 『図でみる鼓隊と鼓笛隊』編. 国土社, 1966
- 『教育における表現・技能・鑑賞 音楽・図画工作・家庭・体育』真篠将 等著. 東洋館出版社, 1966
- 『中学生の音楽小事典』編. 学習研究社, 1966.4
- 『音楽科の基礎指導』編. 明治図書出版, 1969
- 『小学校教材・教具の活用 [1]音楽』編著 帝国地方行政学会, 1970
- 『たのしい音楽リズム』村浦とく共編著. 明治図書出版, 1970
- 『小学校音楽科指導細案』 (新学習指導要領細案化シリーズ) 編. 明治図書出版, 1971
- 『音楽の鑑賞指導』編著. 明治図書出版, 1972
- 『新しい音楽リズムの指導』指導. ひかりのくに, 1972
- 『教育学講座 第13巻  造形と音楽の教育』高山正喜久共編著 学習研究社, 1979.7
- 『音楽教育四十年史』編著. 東洋館出版社, 1986.4

### 翻訳
- ネブラスカ州教育局 編『音楽指導の年間計画』音楽之友社, 1951
- ミネソタ州教育局 編『音楽教育の実践計画』音楽之友社, 1952